# War and Pain
War and Pain ist das Debütalbum der kanadischen Metal-Band Voivod. Es erschien am 11. September 1984 bei Metal Blade. Das Musikmagazin Rock Hard zählte das Album im Juni 2009 zu den 250 Thrash-Metal-Alben, die man kennen sollte.

## Geschichte
Über den Musikjournalisten Wayne Archibald gelangte ein Exemplar eines Voivod-Demos zu Brian Slagel von Metal Blade Records. Dieser bot ihnen an, ein Lied zu seiner Kompilation Metal Massacre #5 beizusteuern, darauf folgte der Vertrag für das Debütalbum. Aufgenommen wurde das Album im März 1984 im Le Torroir Chicoutimi. Üblicherweise wurden in diesem Tonstudio Jingles aufgenommen. Die Band war nur drei oder vier Tage im Studio und hatte für die Aufnahme der Lieder nur wenige Takes zur Verfügung. Auf dem Plattencover, das von Schlagzeuger Away gezeichnet wurde, ist ein Cyborg namens Voivod abgebildet, so wie er nach einem Nuklearkrieg aussehen könnte. Am 11. September 1984 erschien das Album.
Nach der Veröffentlichung kam es zu Differenzen zwischen der Band und Metal Blade. Die Musiker fühlten sich nicht unterstützt und gaben an, dass War and Pain sich zwar gut verkaufte, sie aber von dem Label keine Tantiemen erhalten hätten. Dies führte schließlich zum Bruch mit Metal Blade.

## Musikstil und Texte
Musikalisch war Voivod hauptsächlich von Motörhead inspiriert und wollte die lauteste Band der Welt sein. In den Texten geht es um Nuklearwaffen und den Atomkrieg, inspiriert von den Textaussagen von Bands wie Discharge, Conflict und Dead Kennedys, die sich gegen die Atomwaffenpolitik der USA richteten. Das Album ist geprägt von den noch dürftigen spielerischen Fähigkeiten der Musiker, hierzu passt die betont raue Produktion, der Gesang von Snake zählte zu dem Extremsten, was bis dahin in der Metal-Szene aufgenommen worden war. Das Album zeigt, dass die Wurzeln des für Voivod typischen Klangs späterer Jahre im Heavy Metal der frühen 1980er Jahre liegen und es ähnelt sowohl in der Produktion als auch im Sound zeitgenössischen Alben wie Metallicas Kill ’Em All.

## Kritiken
Das britische Musikmagazin Kerrang! urteilte 1984, dass Voivod die schlechteste Band der Welt sei.

## Titelliste
1. Voivod – 4:14
2. Warriors of Ice – 4:57
3. Suck Your Bone – 3:33
4. Iron Gang – 4:16
5. War and Pain – 4:54
6. Blower – 2:43
7. Live for Violence – 5:10
8. Black City – 5:08
9. Nuclear War – 4:28

## Belege
1. ↑  Götz Kühnemund: 250 Thrash-Alben, die man kennen sollte. In: Rock Hard. Nr. 265, Juni 2009, S. 75.
2. ↑  Michael Barclay, Ian A. D. Jack, Jason Schneider: Have Not Been the Same: The CanRock Renaissance 1985–1995. ECW Press, Toronto 2011, ISBN 978-1-55022-992-9, S. 104 f.
3. ↑  Greg Salter: Voivod-Interview. In: Metallic Assault Fanzine. 1985 (voivod.net).
4. 1 2 3 4 5  Jeff Wagner: Mean Deviation: Four Decades of Progressive Heavy Metal. Bazillion Point Books, 2010, ISBN 978-0-9796163-3-4, S. 106.
5. ↑  Voivod-Interview. Diskografie-Rückblick mit Away (Teil eins: 1984–1991). In.: Rock Guerilla.tv Vol. 22, DVD-Beilage zu Rock Hard, Heft Nr. 308, Dezember 2012.
6. ↑  Voivod-Interview. In: Metal Mania. 1986 (voivod.net).
7. ↑  Monte Connor: Away Interview. In: Metal Mania. Oktober 1987 (voivod.net).
8. ↑  Mike Exley: Interview with Snake. In: Metal Forces #21. 1987 (voivod.net).
9. ↑  Greg Prato; Review zu War and Pain, Allmusic, abgerufen am 16. Dezember 2012 (englisch).